# Judicis de Frankfurt Auschwitz
Els judicis Auschwitz de Frankfurt coneguts com a Die Auschwitzprozesse van ser una sèrie de judicis celebrats entre el 20 de desembre de 1963 i el 19 d'agost de 1965 on es van jutjar sota les lleis federals alemanyes 22 oficials de mig i baix rang del camp de concentració d'Auschwitz-Birkenau pel seu paper en l'Holocaust nazi. Hans Hofmeyer va ser el president del tribunal.
Només 789 dels aproximadament 6.500 membres de les SS supervivents que havien servit a Auschwitz o camps auxiliars van ser jutjats, i d'aquests 750 van ser sentenciats. A diferència del primer judici a Polònia, fet dues dècades abans, els judicis a Frankfurt no es van basar en la definició legal de crims contra la humanitat tal com els defineix el dret internacional, sinó d'acord amb les lleis estatals de la República Federal Alemanya.

## Judici previ a Polònia
Molts dels oficials superiors del camp, incloent Rudolf Höss, van ser retornats a les autoritats poloneses el 1947 després que participessin com testimonis als judicis de Nuremberg. Poc després van ser jutjats a Cracòvia i alguns d'ells sentenciats a mort per crims violents i per torturar presoners. Només Hans Münch va ser absolt de crims de guerra. Aquest judici a Polònia es coneix com el primer judici d'Auschwitz.

## Judici

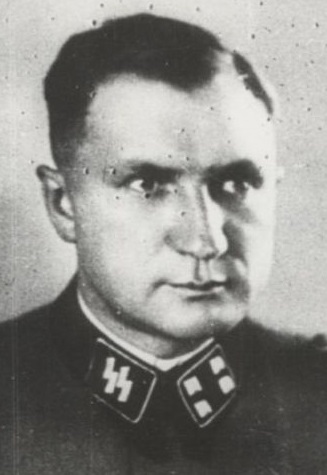
Richard Baer, últim comandant del camp d'Auschwitz-Birkenau

Richard Baer, SS-Sturmbannführer, l'últim comandant del camp, va morir mentre era a presó preventiva. Els acusats eren des de membres de les SS fins a kapos, presoners amb certs privilegis responsables del control del camp, i van incloure alguns dels responsables de la "selecció", determinar qui s'havia d'enviar a les cambres de gas directament des dels trens amb els que arribaven de tot Europa (aquesta "selecció" incloïa tots els nens que no servien per treballar, normalment els menors de 14 anys, i totes les mares que no se'n volien separar). Durant el judici es van cridar més de 360 testimonis, 210 d'ells supervivents dels camps.
El fiscal general de l'estat (Hessian Generalstaatsanwalt) Fritz Bauer, que va estar breument internat al camp de Heuberg el 1933, va dirigir l'acusació. Bauer estava preocupat a perseguir els individus que havien servir a Auschwitz-Birkenau, ja que només 22 membres de les SS havien estat acusats d'un total estimat de 6,000 a 8,000 involucrats en l'administració i operació del camp. Els acusats durant el judici de Frankfurt van ser jutjats només pels assassinats i altres crims comesos per iniciativa pròpia al camp, i no van ser jutjats per accions genocides perpetrades "seguint ordres", ja que els tribunals els haurien considerat només com còmplices d'assassinat.
En un judici el 1963, l'assassí de la KGB Bohdan Stashynsky, que havia comés diversos assassinats a la República Federal a la dècada del 1950, no va ser condemnat per assassinat. En lloc d'això, Stashynsky va ser acusat només de còmplice d'assassinat i la responsabilitat dels seus crims va recaure sobre els seus superiors a la KGB que li havien ordenat.
Les implicacions legals del cas Stashynsky van ser que els tribunals havien decidit que en un sistema totalitari només els responsables de les decisions executives podrien ser acusats d'assassinat i que qualsevol qui seguís ordres i que matés algú només se'l podria acusar de ser còmplice d'assassinat. El terme responsable de les decisions executives va quedar definit pels tribunals de manera que només es podia imputar als oficials de més alt nivell del Reich durant l'època Nazi i tota la resta que van cometre assassinats seguint ordres només com còmplices d'assassinat. Només es podia condemnar d'assassinat a algú si es provava que havia matat per iniciativa pròpia, i per això tots els acusats en el judici d'Auschwitz van ser acusats només per assassinats comesos sense seguir ordres.
Per tot això, Bauer només podia acusar per assassinat aquells que van matar quan no estaven seguint ordres i aquells que havien assassinat seguint ordres se'ls va acusar de còmplices d'assassinat. Per tant, per aquesta distinció legal entre assassins i còmplices, un oficial de les SS que havia matat milers de persones operant les cambres de gas a Auschwitz només podia ser condemnat per còmplice d'assassinat per que seguia ordres, mentre que un altre oficial que hagués apallissat fins a la mort a un intern per iniciativa pròpia podia ser condemnat per assassinat, ja que va actuar sense seguir ordres.

## Resultat
El judici va tenir molta publicitat a Alemanya, però Bauer va considerar-lo un fracàs. Bauer es va queixar que els mitjans havien tractat els acusats d'una manera que semblaven uns monstres, de manera que el públic alemany es pogués distanciar de la responsabilitat moral del que va passar a Auschwitz, i que es va presentar com si hagués estat el resultat de gent malalta que no eren com els alemanys normals. Bauer també va manifestar que com que la llei va tractar els qui seguien ordres quan mataven com còmplices d'assassinat, i això implicava que la política del genocidi i les lleis Nazis per tractar als presoners d'Auschwitz s'havien legitimitat.

Bauer va escriure que la manera en què els mitjans havien dibuixat el judici havia donat suport a: 
una fantasia on només uns pocs van ser responsables ... i la resta van ser mers paràsits terroritzats obligats a fer coses completament contràries a la seva naturalesa.
A més, Bauer va carregar contra els jutges, per que havien fet semblar que Alemanya durant l'època Nazi havia estat un país ocupat, on molts alemanys no van tenir cap altre opció que complir ordres. Va dir:
Però això ... no té res a veure amb la realitat històrica. Eren uns nacionalistes violents, imperialistes, antisemites i odiaven els jueus. Sense ells, Hitler era impensable.
Una enquesta d'opinió després dels judicis de Frankfurt Auschwitz va indicar que el 57% del públic alemany no estava a favor de més judicis a nazis.

## Judici addicional
El setembre de 1977 es va engegar un judici addicional a Frankfurt contra dos antics membre de les SS per assassinats al camp de Lagischa (en polonès: Lagisza), un camp auxiliar d'Auschwitz i en l'anomenada "evacuació" (marxa de la mort) des de Golleschau (Goleszow) fins a Wodzisław Śląski (en alemany: Loslau). Aquest i altres judicis van inspirar el judici a la pel·lícula El lector.